# Ruda-Bugaj

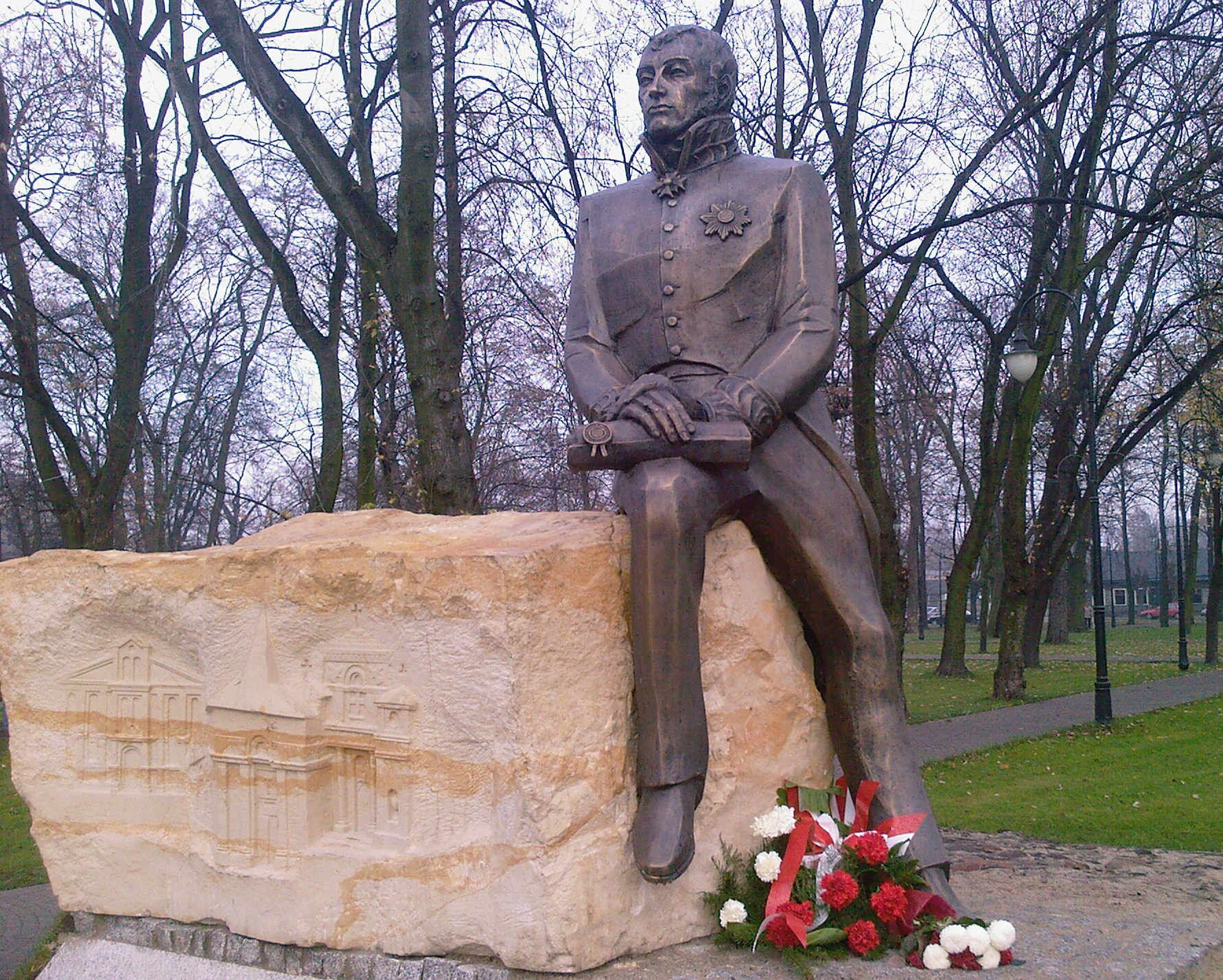
Modernes Denkmal für Rafał Bratoszewski (* ca. 1765, † 1824), den Grundherrn von Ruda-Bugaj und Förderer der evangelischen Kirche und Schule

Ruda-Bugaj ist ein Dorf in der Gemeinde Aleksandrów Łódzki des Landkreises Zgierz in der polnischen Woiwodschaft Łódź.
Das Dorf wurde 1444 erstmals urkundlich erwähnt. Es liegt inmitten von Wäldern am Fluss Bzura.
Als Ende des 18. Jahrhunderts durch Rodung die Bauerschaften Ruda und Bugaj entstanden, sollte die Schreibweise Ruda-Bugaj der Unterscheidung von anderen Orten namens Ruda dienen. Sie setzte sich im Lauf des 19. Jahrhunderts durch. In Dokumenten der evangelischen Kirche wird der Ort Ruda auch Groß Brużyca genannt, obwohl Groß Brużyca eigentlich das Landgut bzw. der Gutshof war.
Im Jahr 1827 war Ruda ein Ort in Privatbesitz, in der Wojewodschaft Masowien, Bezirk Łęczyca, Kreis Zgierz gelegen. Er gehörte zum katholischen Kirchspiel Aleksandrów. Es gab dort 21 Häuser und 215 Einwohner.

## Grundherrschaft
Im Januar 1782 traf Walenty Chrobrzyński, Erbherr und Eigentümer des Landgutes Groß Brużyca sowie der Waldgebiete Ruda, Bugaj und Wierzbno, eine Vereinbarung mit dem Hauländer Gottfried Arnold. Die adelige Familie Chrobrzyński war dieser Quelle zufolge seit mehreren Generationen im Besitz dieser Ländereien, die ihr aber wenig Ertrag brachten. Arnold übernahm es, als künftiger Schulze Siedler heranzuführen, die zu den vereinbarten Bedingungen Land zur Rodung erhalten sollten. Die Fluktuation der Bewohner war groß.
Zur Herkunft der Siedler: Kossmann hat nach eigenem Bekunden heute nicht mehr vorhandene Jahrgänge der standesamtlichen Akten in Zgierz einsehen können und schrieb:  „...wo wir denn auch in den katholischen Kirchenakten die schönen gotischen Unterschriften unserer Bauernvorfahren in großer Zahl antreffen... Sie hatten eben noch ihren Schulunterricht in der alten Heimat, im Posenschen, in Boruie und Tomischl genossen.“ 
Rafał Bratoszewski, ein Angehöriger des polnischen Adels (Wappen: Sulima), erwarb um 1798 das Landgut Groß Brużyca von Walenty Chrobrzyński. Der neue Grundherr widmete sich der Modernisierung seiner Güter. In diesem Zusammenhang unterstützte er den Aufbau einer evangelischen Gemeinde in Ruda samt Pfarrer und Kirche. In Ruda gab es einer Auflistung von 1800 zufolge 48 evangelische Haushalte.

## Evangelisch-lutherisches Kirchspiel Groß Brużyca
Der Pastor aus Iłów besuchte zweimal jährlich die evangelischen Einwohner in Ruda, konfirmierte die Jugendlichen und teilte das Abendmahl aus. Dies geschah erstmals am 23. Mai 1786. Für alle Taufen und Trauungen war aber der katholische Pfarrer in Zgierz zuständig. Erst ab 1795, also unter preußischer Herrschaft, sind Amtshandlungen aus Ruda und Umgebung im Kirchenbuch Iłów dokumentiert.
Ab 1801 hatte die Gemeinde durch Initiative des Grundherrn Bratoszewski einen eigenen Pfarrer, Friedrich Georg Tuve, der in Ruda wohnte und ab etwa 1808 auch die weitere Umgebung bereiste. Tuve legte für Ruda und Umgebung Ende 1801 eigene Kirchenbücher an, die 1945 zerstört wurden.

## Schule
In Ruda entstand in den Jahren 1798–1799 mit Unterstützung des Grundherrn ein Bet- und Schulhaus, das zugleich als Lehrerwohnung diente. Die Berichte über die Schulvisitationen nach preußischem Gesetz, die erstmals 1798 durch den Pfarrer von Iłów, später dann vom Ortspastor Tuve durchgeführt wurden, enthalten einige Informationen über das Leben der Bevölkerung.
Die Elementarschule von Ruda-Bugaj besuchten im Jahr 1867 30 Knaben und 20 Mädchen. Der Lehrer bewohnte zu dieser Zeit ein „eigenes hölzernes Haus.“
Im Jahr 1945 wurde als Elementarschule noch ein altes Gebäude mit Strohdach genutzt. 1954 zog die Schule in einen Ziegelbau um, der vier Unterrichtsräume hatte.1973 war ein großes, modernes Schulgebäude fertiggestellt, das auch von Kindern aus benachbarten Dörfern besucht wird. Die Schule ist seit 2002 die erste Integrationsschule der Gemeinde Aleksandrów Łódzki (Szkoła Podstawowa z oddziałami integracyjnymi im. Janusza Korczaka).

## Friedhof
Der ehemalige evangelische Friedhof von Ruda Bugaj liegt im Wald, neben der Straße, die von der Durchgangsstraße Aleksandrów Łódzki - Parzęczew zum Dorf führt an der roten Touristenstraße, ein Stück vor der Kläranlage. Es sind Dutzende von Grabsteinen bzw. deren Fragmente, vorhanden; einige deutsche Inschriften sind noch lesbar.

## Historische Gebäude

### Holzkirche
Schon ab 1804 plante Tuve einen kleinen Kirchenbau. Aber erst am 17. April 1817 konnte die Gemeinde eine schlichte Holzkirche in Ruda Bugaj einweihen. Im gleichen Jahr gründete Bratoszewski die Stadt Aleksandrów, in der sich in den folgenden Jahren viele deutsche Handwerker niederließen. Das Kirchspiel gewann dadurch einen städtischen Charakter, was 1825 zur Übertragung des Pfarrsitzes von Ruda nach Aleksandrów führte. Dort wurde mit Unterstützung Bratoszewskis eine neue, steinerne evangelische Kirche errichtet, die Weihnachten 1828 eingeweiht werden konnte. Die Holzkirche in Ruda wurde zerlegt und nach Łęczyca transportiert, wo sie der evangelischen Gemeinde seit 1853 als Gottesdienstraum diente. Sie musste um 1980 wegen Baufälligkeit abgebrochen werden.
Beschreibung des Rohbaus 1810: „Das Kirchengebäude ist in Bohlenwänden, 33 ½ Ellen lang, 20 ⅙ Ellen breit, 8 ⅙ zwischen Schwelle und Gesimß hoch errichtet, das Dach mit Schin[deln] eingedeckt. Die Chorbalken nebst Stielen, sowie die Bogen des Daches sind eingebracht. Der Thurm ist in preuß. Bundwerk in 3 Absätzen unten in der Form eines 6-, in der Mitte eines 4- und oben eines regulairen 8-Ecks errichtet, die Breite desselben ist unten im Durchmesser 9 Ellen in der Mitte 7 ½ Ellen und oben 5 ½ Ellen, die ganze Höhe von der untern Schwelle bis zur obern Dachspitze beträgt 42 Ellen.“

### Schul- und Bethaus
Das alte Schul- und Bethaus vom Ende des 18. Jahrhunderts existierte noch in den 1930er Jahren. Dieses Gebäude beschrieb Kossmann so: „Küche und Stube waren an dem einen Ende vorgesehen. Die größere andere Hälfte war zum Betsaal und Schulraum bestimmt. Oben auf dem Dach befindet sich noch heute ein kleines Glockentürmchen. Das Ganze hat das Aussehen eines gewöhnlichen, etwas längeren Bauernhauses. Nur obenauf sitzt wie ein etwas größerer Dachreiter das winzige Türmchen, das den Bau zu einem Gotteshause stempelt.“

### Wirtshaus
Das ehemalige Wirtshaus, laut einer Inschrift auf dem Deckenbalken erbaut im Jahr 1771, wurde 2012 abgerissen, obwohl es Bemühungen zu seiner Unterschutzstellung gab.